# Daniele Groff
Daniele Groff (Trento, 7 giugno 1973) è un cantautore italiano.
Nelle sue canzoni si riconoscono dal punto di vista musicale sonorità tipiche dei gruppi britpop, in particolare gli Oasis, che dichiara essere i suoi maggiori ispiratori fin da giovane.

## Biografia

### Gli anni della formazione e l'esordio
Frequenta nella città natìa il liceo musicale sperimentale, diplomandosi poi in pianoforte presso il Conservatorio Statale di Musica. In seguito approfondisce la conoscenza dell'oboe e del violoncello, ottenendo il diploma inferiore in entrambi gli strumenti. La passione per il brit-pop lo spinge all'età di diciannove anni ad attraversare il Regno Unito con la sua moto. L'episodio scatenante questo viaggio in moto attraverso l'Europa, è stata la volontà di raggiungere l'allora ex fidanzata a Parigi, pur senza conoscerne l'indirizzo. Non avendola rintracciata il cantante decide di continuare il tour e raggiungere Londra.

### Primi successi: Variatio 22
Nel 1998 l'incontro con Marco Patrignani (produttore e autore con Massimo Di Cataldo e Anna Oxa) offre la possibilità a Daniele di produrre tra Londra e Roma e con la complicità di una band residente in Inghilterra, il suo disco d'esordio Variatio 22, per l'etichetta indipendente Road House Music, in licenza BMG. Con il singolo di esordio Daisy vince l'edizione 1998 di Sanremo famosi, condotta da Max Pezzali e Alessia Merz.
Variatio 22 estrae, oltre a Daisy, altri quattro singoli di successo: Io sono io, Lamerica (brano scelto dalla Presidenza del Consiglio dei ministri per la campagna sulla prevenzione dell'AIDS del 1999), Adesso (5º posto Sanremo 1999) e Everyday (scelto da Leonardo Pieraccioni per il film Il pesce innamorato). L'album con i suoi cinque singoli supera le 100 000 copie.

### Secondo album: Bit
Il 2001 è l'anno della pubblicazione del secondo album Bit, con la produzione artistica di Groff e Francesco Valente svolta tra Los Angeles e Roma e con gli arrangiamenti d'archi di Wil Malone (già con Madonna, Richard Ashcroft, Skunk Anansie, Trevor Horn, Massive Attack, UB40). Tre i singoli estratti: l'hit radiofonica If You Don't Like It, Anna Julia (Festivalbar 2001) e Lory (chiudi gli occhi) (che vanta la collaborazione di Lucio Dalla, autore del testo). Tutti gli otto singoli tra primo e secondo album raggiungono la top 20 music control.

### Secondo Sanremo e terzo album: Mi accordo
Mi accordo è il titolo del terzo disco di Groff che contiene 11 brani di cui cinque in inglese e vanta la presenza di Renato Zero che oltre a firmare (con Vincenzo Incenzo) il testo di Pensa a te, affianca Daniele nell'esecuzione del brano. È lo stesso Groff a curare la produzione artistica dell'album (su etichetta Roadhouse e distribuito dalla Universal Records) con il contributo di Marco Bosco e Marco Patrignani e il suono di Alessandro Benedetti. Gli arrangiamenti degli archi sono di Romano Musumarra già produttore di Luciano Pavarotti e Céline Dion.
Il primo singolo estratto è Sei un miracolo, la rock ballad che Daniele Groff presenta al 54º Festival di Sanremo. Il brano va direttamente top 10 nelle playlists delle radio e porta Daniele ad esibirsi alla presenza di papa Giovanni Paolo II. Il secondo singolo è Come sempre, con il quale Daniele raggiunge la Finale del Festivalbar 2004 all'Arena di Verona dopo aver realizzato il videoclip del brano a New York per la regia di Bobby Yan (Alicia Keys).
In contemporanea con il suo tour 2004, Groff apre, con uno show di un'ora insieme alla sua band, gli spettacoli di Renato Zero negli stadi tutti esauriti di Roma Olimpico, Milano San Siro, Verona e Firenze per un totale di 300.000 spettatori. Nel 2005 Edoardo Bennato gli chiede di produrre ed interpretare la ballata Una ragazza per inserirla nell'album La Fantastica Storia del Pifferaio Magico assieme ad artisti come Raf, Jovanotti, Irene Grandi, Max Pezzali, Piero Pelù e molti altri.
Con Morning, terzo singolo (primo in lingua inglese) estratto dall'album Mi accordo, è vincitore dei prestigiosi JPF 2006 Music Awards nella categoria Best Pop Song davanti ad artisti di calibro internazionale. Nell'autunno 2006, al fianco di cantautori italiani quali Vasco Rossi, Claudio Baglioni, Eros Ramazzotti, Renato Zero, Lucio Dalla, Samuele Bersani e Franco Battiato, partecipa alla compilation benefica per Telethon "Note per la ricerca" con la canzone Sei un miracolo.

### Quarto album
Nel 2007 pubblica il singolo Prendimi scritto con Volker Hinkel, come anteprima per un futuro quarto album in preparazione. Nell'estate dello stesso anno apre in acustico i concerti di Renato Zero. Durante l'estate 2010 prende parte al Summer Music Festival.
Da agosto 2012 avvia un progetto di crowdfunding sulla piattaforma francese Ulule con lo scopo di raccogliere i fondi necessari per produrre il nuovo album. L'iniziativa ha successo e alla data di scadenza del 20 ottobre successivo la cifra prefissata di 10.000 € viene raggiunta e superata di 1.690 €.
Nel 2015 pubblica il singolo Bellissima la verità e nel giugno 2016 il singolo Sempre nella mia testa.
Nel 2023 collabora con i Southern Waves, prestando la sua voce per il singolo Lullaby of Mine.

## Discografia
Album in studio
- 1998 - Variatio 22
- 2001 - Bit
- 2004 - Mi accordo

Singoli
- 1998 - Daisy
- 1998 - Io sono io
- 1999 - Adesso
- 1999 - Lamerica
- 1999 - Everyday
- 2000 - If you don't like it
- 2001 - Anna Julia
- 2001 - Lory (Chiudi gli occhi)
- 2004 - Sei un miracolo
- 2004 - Come sempre
- 2004 - Morning
- 2007 - Prendimi
- 2015 - Bellissima la verità
- 2016 - Sempre nella mia testa